# SP6PBB

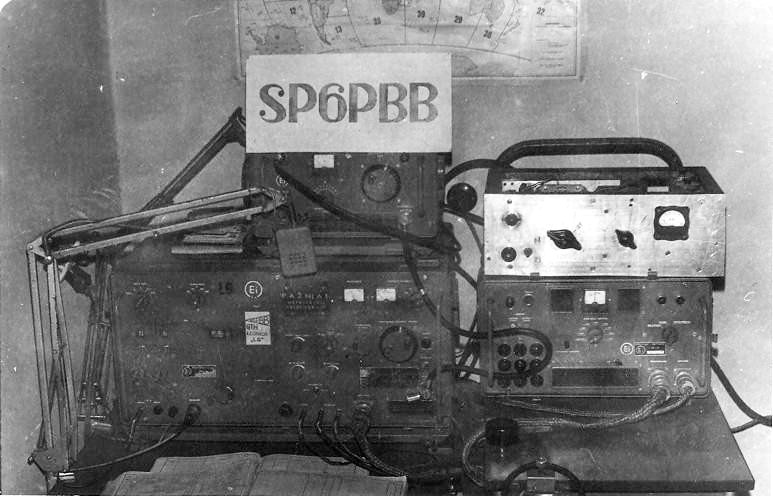
Radiostacja RU-SSB 100 – sprzęt radioklubu w latach 70. i 80.

SP6PBB – w latach 70. i 80. XX wieku jeden z najprężniejszych i najgłośniejszych klubów krótkofalarskich w Polsce. Klub powstał w roku 1968 z inicjatywy entuzjastów krótkofalarstwa Mariana Wrzoska SP6BYE (SK) i Tomasza Wizy SP5BCA (obecnie SP7BCA).
Z klubem współpracowało wielu kadetów, podoficerów i chorążych łączności.
W związku z systemem antenowym, którym klub dysponował, niekiedy przez kolegów nazywany był Radiem Legnica – z racji jego słyszalności na całym świecie.
Klub działał przy Centralnym Ośrodku Szkolenia Wojsk Łączności w Legnicy. SP6PBB mógł poszczycić się ponad 60 000 łączności potwierdzonych kartami QSL oraz potwierdzonymi prawie wszystkimi krajami zaliczanymi do DXCC.